# After the Gold Rush
After the Gold Rush —en español: Después de la fiebre del oro— es el tercer álbum de estudio del músico canadiense Neil Young, publicado por la compañía discográfica Reprise Records en agosto de 1970. Integrado principalmente por canciones de country rock, After the Gold Rush fue uno de los cuatro trabajos de alto perfil que publicaron cada miembro de Crosby, Stills, Nash & Young a raíz de su éxito con el álbum Déjà vu. Las canciones estuvieron parcialmente inspiradas en el guion del largometraje de Dean Stockwell y Herb Berman After the Gold Rush. 
Tras su publicación, After the Gold Rush alcanzó el puesto octavo en la lista Billboard 200, mientras que dos sencillos extraídos del álbum, «Only Love Can Break Your Heart» y «When You Dance I Can Really Love», llegaron a los puestos 33 y 93, respectivamente, de la lista Billboard Hot 100. Aunque en un principio la crítica recibió el álbum con reseñas mixtas, After the Gold Rush es considerado actualmente como uno de los discos más destacados del catálogo musical de Young y figura en varias listas de los mejores discos de todos los tiempos.
El 14 de julio de 2009, After the Gold Rush fue remasterizado y reeditado en formato HDCD. En el 2020 el álbum fue ubicado en el puesto 90 de la lista de los 500 mejores álbumes de todos los tiempos, de la revista especializada Rolling Stone.

## Historia
After the Gold Rush fue publicado en un momento prolífico de la carrera musical de Young, tras la publicación de dos álbumes de estudio y de Déjà vu con Crosby, Stills and Nash. Aunque su trabajo con Buffalo Springfield le había permitido experimentar con una amplia variedad de estilos musicales, en After the Gold Rush Young continuó mezclando el hard rock con enfoques de country y de folk que ya había publicado previamente en Everybody Knows This Is Nowhere.
Las primeras sesiones de After the Gold Rush fueron conducidas con el grupo Crazy Horse en los Sunset Sound Studios de Los Ángeles (California) en medio de una breve gira durante el invierno de 1970 que incluyó un concierto con Steve Miller y Miles Davis en el Fillmore East. A pesar del deterioro de la salud del guitarrista Danny Whitten, las sesiones produjeron canciones como «I Believe in You», «Oh, Lonesome Me», «Birds» y «When You Dance I Can Really Love», publicadas en el álbum. Gran parte del disco fue grabado en un estudio improvisado en el sótano del hogar que Young tenía en Topanga (California), con el bajista Greg Reeves, el baterista Ralph Molina y con el entonces desconocido Nils Lofgren, líder del grupo Grin y posterior guitarrista de The E Street Band. La incorporación de Lofgren fue una decisión característicamente idiosincrásica de Young, ya que no había tocado frecuentemente el piano antes de las sesiones.
El biógrago Jimmy McDonough escribió que Young intentó de forma intencionada combinar a Crazy Horse y a CSNY en After the Gold Rush, con miembros de ambos grupos apareciendo junto con Stephen Stills, que contribuyó en los coros de «Only Love Can Break Your Heart», y a Reeves. La fotografía de la portada es una imagen solarizada de Young paseando por la New York University School of Law. La imagen fue tomada por el fotógrafo Joel Bernstein y aparentemente fuera de foco. Debido a ello, intentó ocultar la cara borrosa solarizando la imagen.
Varias canciones del álbum se inspiraron en el guion de Dean Stockwell y Herb Berman de After the Gold Rush, una película que no llegó a realizarse. Young leyó el guion y preguntó a Stockwell si podía producir la banda sonora. Young recordó haber compuesto «After the Gold Rush» y «Cripple Creek Ferry» específicamente para la película. Stockwell comentó sobre el guion, que se perdió años después: «Iba a escribir una película muy personal, un autodescubrimiento del gnosticismo... que envolvía a la Cábala, a mucho material arcaico".

## Recepción
Tras su publicación, After the Gold Rush obtuvo críticas principalmente negativas. Al respecto, la revista musical Rolling Stone publicó al respecto: «Los devotos de Neil Young probablemente pasarán las próximas semanas tratando desesperadamente de convencerse de que After the Gold Rush es buena música. Pero se estarán engañando a sí mismos. Aunque el álbum contiene material potente a primera vista, ninguna de las canciones superan una barrera uniforme gris». Sin embargo, la reacción crítica mejoró retrospectivamente: en 1975, la misma revista se refirió al álbum como una «obra maestra», mientras que Gold Rush lo consideró un «álbum clásico en la carrera de Young». La revista Ink Blot escribió: «Uno de sus esfuerzos menos estilizado, el álbum gana su dureza no a base de la sólida composición, sino más bien con las personalidades musicales que Neil muestra... La variedad y la calidad de las canciones hacen que After the Gold Rush parezca un álbum de éxitos, aunque en verdad no lo es».
Desde entonces, After the Gold Rush ha aparecido en varias listas de los mejores discos de todos los tiempos. En 1998, los lectores de la revista Q votaron After the Gold Rush como el 89.º mejor disco de todos los tiempos. El canal de televisión Channel 4 lo situó en el puesto 92 de la lista de los 100 mejores discos de todos los tiempos, mientras que la revista Rolling Stone lo situó en el puesto 71 de la lista de los 500 mejores discos de todos los tiempos. Pitchfork Media emplazó After the Gold Rush en el puesto 99 de la lista de los 100 mejores discos de la década de 1970, mientras que la revista Time lo nombró como uno de los 100 mejores álbumes de todos los tiempos en una encuesta elaborada en 2006. Fue también situado en el tercer puesto del libro de Bob Mersereau The Top 100 Canadian Albums, por debajo de su sucesor, Harvest, que figura en el primer puesto. En 2005, los lectores de Chart Magazine lo situaron en el quinto puesto de los mejores álbumes canadienses.

## Lista de canciones
| Cara A |                                  |          |  |
| N.º    | Título                           | Duración |  |
| 1.     | «Tell Me Why»                    | 2:54     |  |
| 2.     | «After the Gold Rush»            | 3:45     |  |
| 3.     | «Only Love Can Break Your Heart» | 3:05     |  |
| 4.     | «Southern Man»                   | 5:31     |  |
| 5.     | «Till the Morning Comes»         | 1:17     |  |

| Cara B |                                    |              |          |  |
| N.º    | Título                             | Escritor(es) | Duración |  |
| 1.     | «Oh Lonesome Me»                   | Don Gibson   | 3:47     |  |
| 2.     | «Don't Let It Bring You Down»      |              | 2:56     |  |
| 3.     | «Birds»                            |              | 2:34     |  |
| 4.     | «When You Dance I Can Really Love» |              | 4:05     |  |
| 5.     | «I Believe in You»                 |              | 3:24     |  |
| 6.     | «Cripple Creek Ferry»              |              | 1:34     |  |

## Personal
Músicos
- Neil Young: guitarra, piano, armónica, vibráfono y voz.
- Danny Whitten: guitarras y coros.
- Jack Nitzsche: piano
- Billy Talbot: bajo
- Ralph Molina: batería
- Greg Reeves: bajo
- Nils Lofgren: piano y coros.
- Stephen Stills: coros
- Bill Peterson: fliscorno

## Posición en listas
| País           | Lista                 | Posición |
| -------------- | --------------------- | -------- |
| Canadá         | Canadian Albums Chart | 5        |
| Estados Unidos | Billboard 200         | 8        |
| Japón          | Oricon LP Chart       | 82       |
| Noruega        | VG-lista Albums Chart | 17       |
| Países Bajos   | Mega Album Top 100    | 1        |
| Reino Unido    | UK Albums Chart       | 7        |

| Sencillo                           | Lista                  | Posición |
| ---------------------------------- | ---------------------- | -------- |
| «Only Love Can Break Your Heart»   | Billboard Hot 100      | 33       |
| «Only Love Can Break Your Heart»   | Canadian Singles Chart | 16       |
| «When You Dance I Can Really Love» | Billboard Hot 100      | 93       |
| «When You Dance I Can Really Love» | Canadian Singles Chart | 54       |

## Certificaciones
| Fecha                   | País           | Organismo certificador | Certificación | Ventas certificadas |
| ----------------------- | -------------- | ---------------------- | ------------- | ------------------- |
| 13 de octubre de 1996   | Estados Unidos | RIAA                   | Doble platino | 2 000 000           |
| 12 de noviembre de 2004 | Reino Unido    | BPI                    | Doble platino | 600 000             |